# Joseph Thykkattil
Joseph Thykkattil (* 14. Februar 1952 in Enamakkal, Kerala) ist ein indischer Geistlicher und römisch-katholischer Bischof von Gwalior.

## Leben
Joseph Thykkattil empfing am 25. April 1988 das Sakrament der Priesterweihe.
Am 31. Mai 2019 ernannte ihn Papst Franziskus zum Bischof von Gwalior. Der Erzbischof von Bombay, Oswald Kardinal Gracias, spendete ihm am 4. August desselben Jahres die Bischofsweihe; Mitkonsekratoren waren der emeritierte Bischof von Gwalior, Joseph Kaithathara, der Erzbischof von Bhopal, Leo Cornelio SVD, der Erzbischof von Agra, Albert D’Souza, und der syro-malabarische Erzbischof von Trichur, Andrews Thazhath.